# Énergie et effet de serre

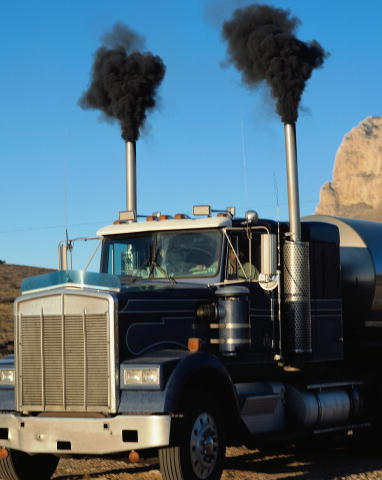
Combustion de carburant diesel pour le transport, émission de gaz à effet de serre et de particules.

La consommation d'énergie et l'effet de serre sont étroitement liés : le consensus scientifique actuel pointe vers l'origine anthropique de l'actuel réchauffement climatique. Les différentes activités humaines émettent d'importantes quantités de gaz à effet de serre (GES), et ceux-ci influent sur les dynamiques atmosphériques à l'échelle planétaire, empêchant notamment la réémission des rayonnements infrarouges de la Terre vers l'espace.
Une part importante des émissions de gaz à effet de serre est due à la fourniture et à la consommation d'énergie. La combustion des énergies fossiles est prépondérante dans ces émissions. La combustion de charbon, lignite, pétrole (et ses dérivés tels le carburant Diesel ou le kérosène) ou de gaz naturel est émettrice d'énergie, de CO2 et de différents autres sous-produits. C'est cette énergie que les activités humaines recherchent.
Ainsi, en France, les schémas régionaux d'aménagement, de développement durable et d'égalité des territoires (SRADDET) élèvent au rang de thématique environnementale le triptyque que constituent le climat, l'énergie et l'air, connu sous le vocable climat-air-énergie. À titre d'exemple, le SRADDET du Grand Est comporte une annexe « climat-air-énergie ». 

## Contexte
Pour la première fois, selon le ministre italien de la transition écologique, le G20 a admis que « le climat et les politiques énergétiques étaient très sérieusement corrélées ».

## Quelques chiffres
En 2003, la consommation finale d'énergie dans le monde s'est montée à 6 265 millions de tonnes d'équivalent pétrole (tep),) ; dont 25 % pour les États-Unis, 19,5 % pour l'Union européenne (27 membres) et 10,8 % pour la Chine.

## Secteurs énergétiques

### Transports
Le transport est le secteur d'activités humaines qui produit le plus de gaz à effet de serre. L'activité du transport génère dans les pays développés environ 25 à 30 % des émissions de CO2 et ces émissions sont en forte augmentation. Selon une étude prenant en compte transport, alimentation, hébergement et achats des voyageurs, 8 % des émissions mondiales de gaz à effet de serre sont dus au tourisme. La croissance continue du tourisme mondial, poussée par l’élévation du niveau de vie des pays émergents, laisse présager une aggravation de son impact environnemental malgré les efforts de réduction de l'empreinte carbone de ce secteur économique.

### Chaleur
En France, la chaleur constitue, avec 35 % des besoins énergétiques, le premier poste énergétique. En effet, le chauffage consomme 56 Mtep/a contre :
- 50 pour les transports,
- 40 pour la production industrielle
- 18 pour l'électricité spécifique.

Les besoins de chaleur sont actuellement couverts à 80 % par les énergies fossiles (données de l'association AMORCE).
Selon un rapport parlementaire, pour substituer l'usage des fossiles, il faut développer les énergies renouvelables thermiques. Il appartient aux collectivités territoriales d'accompagner et d'amplifier ce développement. 
En revanche, pour l'association Sauvons le climat, le développement du chauffage électrique couplé à une meilleure isolation des bâtiments est la solution la plus efficace.

### Électricité
Selon une étude parue dans Nature en 2020, même à supposer que l'empreinte carbone de l'électricité ne présente pas d'amélioration, il y a quand même intérêt à passer aux voitures électriques pour les transports, et aux pompes à chaleur pour les bâtiments.

#### Émissions de GES des filières de production d'électricité
Le tableau suivant permet de comparer les émissions totales de GES par filière de production d'électricité.
| Énergie/Technologie                                | Émission des centrales | Autres étapes de la filière | Total |
| -------------------------------------------------- | ---------------------- | --------------------------- | ----- |
| LIGNITE                                            |                        |                             |       |
| Technologie des années 1990 (borne supérieure)     | 359                    | 7                           | 366   |
| Technologie des années 1990 (borne inférieure)     | 247                    | 14                          | 261   |
| Technologie de 2005-2020                           | 217                    | 11                          | 228   |
| CHARBON                                            |                        |                             |       |
| Technologie des années 1990 (borne supérieure)     | 278                    | 79                          | 357   |
| Technologie des années 1990 (borne inférieure)     | 216                    | 48                          | 264   |
| Technologie de 2005-2020                           | 181                    | 25                          | 206   |
| PÉTROLE                                            |                        |                             |       |
| Technologie des années 1990 (borne supérieure)     | 215                    | 31                          | 246   |
| Technologie des années 1990 (borne inférieure)     | 195                    | 24                          | 219   |
| Technologie de 2005-2020                           | 121                    | 28                          | 149   |
| GAZ NATUREL                                        |                        |                             |       |
| Technologie des années 1990 (borne supérieure)     | 157                    | 31                          | 188   |
| Technologie des années 1990 (borne inférieure)     | 99                     | 21                          | 120   |
| Technologie de 2005-2020                           | 90                     | 16                          | 106   |
| SOLAIRE PHOTOVOLTAÏQUE                             |                        |                             |       |
| Technologie des années 1990 (borne supérieure)     | 0                      | 76,4                        | 76,4  |
| Technologie des années 1990 (borne inférieure)     | 0                      | 27,3                        | 27,3  |
| Technologie de 2005-2020                           | 0                      | 8,2                         | 8,2   |
| HYDRAULIQUE                                        |                        |                             |       |
| Centrales de lac (Brésil, théorique)               | 0                      | 64,6                        | 64,6  |
| Centrales de lac (Allemagne, borne supérieure)     | 0                      | 6,3                         | 6,3   |
| Centrales de lac (Canada)                          | 0                      | 4,4                         | 4,4   |
| Centrales au fil de l'eau (Suisse)                 | 0                      | 1,1                         | 1,1   |
| BIOMASSE                                           |                        |                             |       |
| Borne supérieure                                   | 0                      | 16,6                        | 16,6  |
| Borne inférieure                                   | 0                      | 8,4                         | 8,4   |
| ÉOLIEN                                             |                        |                             |       |
| Puissance installée 25 % (Japon)                   | 0                      | 13,1                        | 13,1  |
| Puissance installée < 10 %, terrestre (Suisse)     | 0                      | 9,8                         | 9,8   |
| Puissance installée 10 %, terrestre (Belgique)     | 0                      | 7,6                         | 7,6   |
| Puissance installée 35 %, sites côtiers (Belgique) | 0                      | 2,5                         | 2,5   |
| Puissance installée 30 %, sites côtiers (RU)       | 0                      | 2,5                         | 2,5   |
| NUCLÉAIRE                                          |                        |                             |       |
| Borne supérieure                                   | 0                      | 5,7                         | 5,7   |
| Borne inférieure                                   | 0                      | 2,5                         | 2,5   |

Une évaluation des émissions de CO2 produites par filière de production a été réalisée par l’institut allemand Öko-Institut, à la demande du ministre allemand de l'écologie Sigmud Gabriel, à partir du modèle GEMIS. Le rapport précise que l'électricité nucléaire émet de 7 grammes (en France) à 61 grammes (en Russie) de CO2 par kilowatt-heure produit et que l'électricité éolienne émet 23 grammes de CO2 par kilowatt-heure produit. On constate ainsi que des méthodes de calcul différentes donnent des résultats similaires.

### Bâtiment
En France, les bâtiments résidentiels et tertiaires produisent 24 % des émissions de gaz à effet de serre et représentent 44 % des consommations énergétiques. La loi sur la transition énergétique fixe donc des objectifs ambitieux pour le secteur.